# Serhij Werbyłło
Serhij Ołeksandrowicz Werbyłło (ukr. Сергій Олександрович Вербилло, ur. 21 lipca 1984 w Odessie) – ukraiński łyżwiarz występujący w konkurencji par tanecznych z Hanną Zadorożniuk. Para ta zajęła 10. miejsce Mistrzostw Europy w 2007, 11. miejsce w 2008, 7. miejsce w 2009.